# أوليا لانسيا
أوليا لانسيا (الاسم العلمي:Olea lancea) هي نوع من الأشجار يتبع فصيلة زيتونية، لديها أوراق بسيطة وواسعة، يصل ارتفاعها إلى 6 أمتار.
وهي معروفة في مدغشقر وموريشيوس ولاريونيون ورودريغز.